# Sansevieria concinna
Dracaena concinna (Sansevieria concinna) es una especie de Dracaena (Sansevieria) perteneciente a la familia de las asparagáceas, originaria de  África oriental en Tanzania.
Ahora se la ha incluido en el gen de Dracaena debido a los estudios moleculares de su filogenia

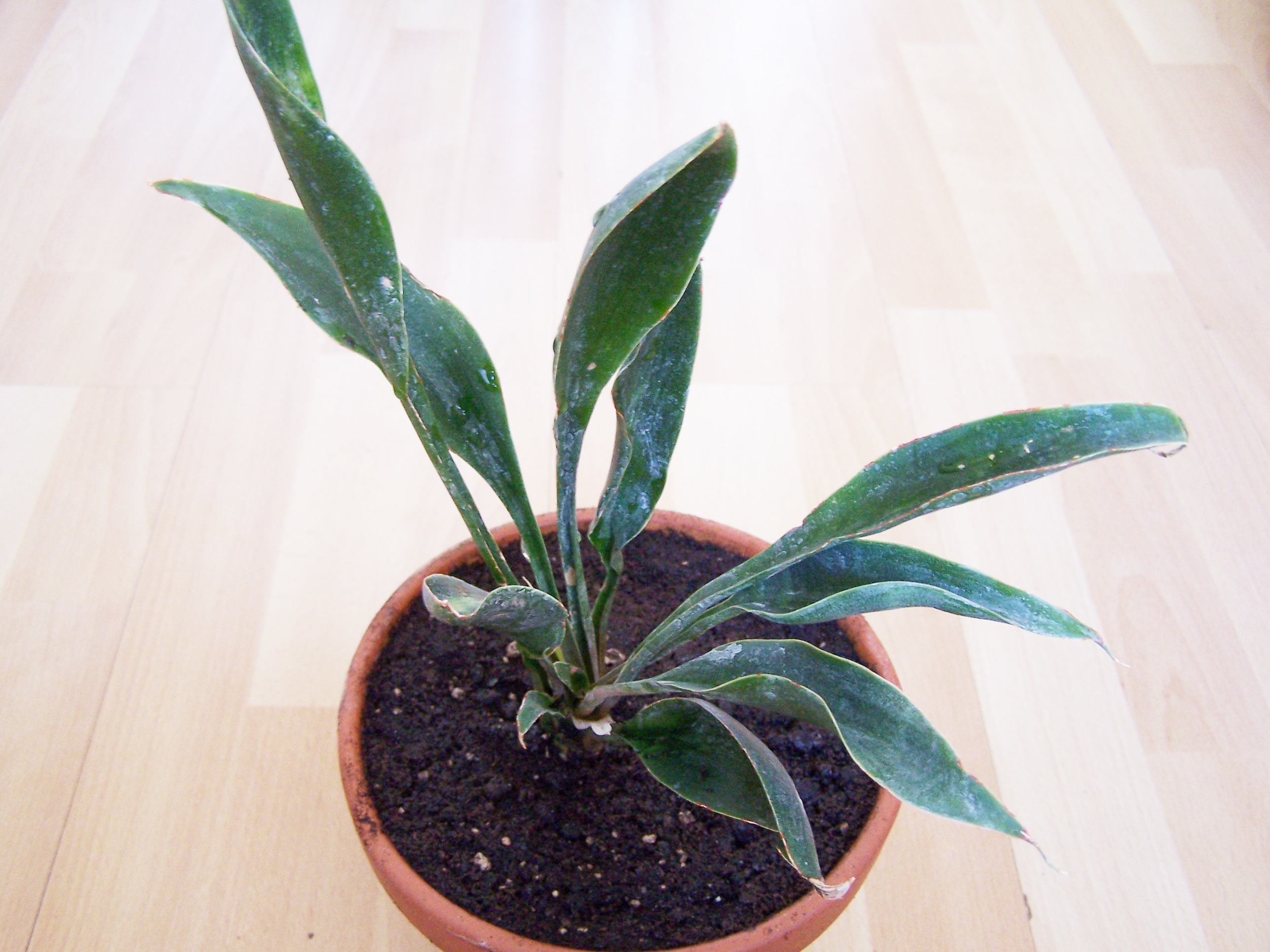
Vista de la planta

## Descripción
Es una planta herbácea con rizoma de 0,5 cm de espesor, las hojas con escamas membranosas en las bases de las hojas, de tamaño mucho menor que en la var. subspicata. Las hojas son ascendentes y un poco recurvadas, estrechamente lanceoladas, de 23-27 cm de longitud y 2-3 (-5) cm de ancho, agudas.

## Taxonomía
Sansevieria concinna fue descrita por Nicholas Edward Brown y publicado en Kew Bulletin 1915, 233, en el año 1915.
Etimología
Sansevieria nombre genérico que debería ser "Sanseverinia" puesto que su descubridor, Vincenzo Petanga, de Nápoles, pretendía dárselo en conmemoración a Pietro Antonio Sanseverino, duque de Chiaromonte y fundador de un jardín de plantas exóticas en el sur de Italia. Sin embargo, el botánico sueco Thunberg que fue quien lo describió, lo denominó Sansevieria, en honor del militar, inventor y erudito napolitano Raimondo di Sangro (1710-1771), séptimo príncipe de Sansevero.
concinna: epíteto latino que significa "elegante".
Sinonimia
- Sansevieria subspicata var. concinna (N.E.Br.) Mbugua[9]